# كورنيليا باركر
كورنيليا باركر (بالإنجليزية: Cornelia Parker) هي نحّاتة بريطانية، ولدت في 14 يوليو 1956 في تشيشير في المملكة المتحدة.